# V (tạp chí)
V là tạp chí thời trang của Mỹ, lần đầu phát hành vào năm 1999.
Vào năm 2016, Lady Gaga từng được mời làm biên tập viên khách mời cho V trong ấn bản thứ 99, số báo này giữ kỷ lục với 16 ảnh bìa khác nhau.